# (1796) Riga
(1796) Riga est un astéroïde de la ceinture principale.

## Description
(1796) Riga est un astéroïde de la ceinture principale. Il fut découvert le 16 mai 1966 à Naoutchnyï par Nikolaï Tchernykh. Il présente une orbite caractérisée par un demi-grand axe de 3,35 UA, une excentricité de 0,06 et une inclinaison de 22,6° par rapport à l'écliptique.

## Compléments